# 董翔龍
董翔龍（1952年9月21日—），中華民國海軍二級上將（退役）、政務官，為國軍史上第一位具有美國博士學位的軍種（總）司令，臺灣嘉義人，籍貫河南省舞陽縣，畢業於嘉義高中、美國海軍戰爭學院、美國海軍研究院碩士、美國西北大學博士，2011年5月16日與李翔宙兩人一起晉升二級上將，是中華民國歷史上第一位海軍出身的退輔會主委，現任退伍軍人協會指導委員，曾任行政院退輔會主委、海軍司令、聯勤司令、國防部戰規司長、海軍參謀長、國防部軍備局長、參謀本部後勤參謀次長、海軍艦令部副司令、海軍計畫署長、海軍戰系工廠廠長、海軍168艦隊長、海軍官校教育長、海軍岳飛艦長、海軍開陽艦長、海軍文山艦長、海軍美頌艦長、海軍官校正63年班實習總隊長，為中華民國國軍留美將領之一、首位成功級艦出身的海軍司令，普遍被堪稱為全中華民國海軍近十年來「脾氣最兇悍、最嚴格的海軍司令」，也以曾多次不懼政治壓力對立法委員訓話聞名國內，於軍界、政界皆使人聞風喪膽，在其軍旅生涯中多以對嚴厲整飭軍紀負有極多貢獻，即便退伍離開軍中後甚至包含嚴格整頓退輔會公務員行政效率及組織文化是歷任主委中最有功勞，任內推行改革作為影響深遠至今。其另外事蹟為擔任海軍艦令部副司令期間，時任司令為林鎮夷中將，兩人同時為在海軍內出了名的「不菸、不酒」類型將領，因而聯手在任內一齊下達全軍禁酒令且合力執行效果極佳，對於改革海軍基層的組織文化負有貢獻。

## 學歷

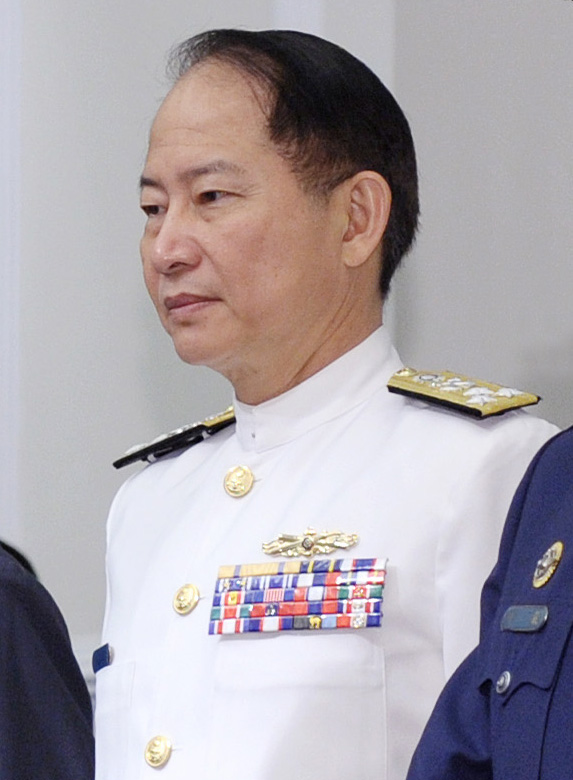
擔任海軍司令期間的董翔龍上將，攝於總統府。

- 臺灣省立嘉義中學
- 海軍軍官學校正期班63年班
- 美國海軍研究院電腦科學碩士
- 美國西北大學計算機科學博士
- 美國海軍戰爭學院函授班1995年班

## 經歷
- 海軍軍官學校正期班63年班學習總隊長
- 海軍151艦隊347美頌軍艦少校艦長[4]
- 海軍131艦隊834文山軍艦中校艦長
- 海軍146艦隊924開陽軍艦上校艦長
- 海軍146艦隊1106岳飛軍艦上校艦長
- （晉升少將）
- 海軍軍官學校少將教育長
- 海軍168艦隊少將艦隊長
- 海軍戰鬥系統工廠少將廠長
- 海軍總司令部計畫署少將署長
- （晉升中將）
- 海軍艦隊司令部中將副司令
- 國防部參謀本部後勤參謀次長室中將次長
- 國防部軍備局中將局長
- 海軍司令部中將參謀長
- 國防部戰略規劃司中將司長
- 聯合後勤司令部中將司令
- （與李翔宙兩人一起晉升二級上將）
- 海軍司令部二級上將司令
- （退伍）
- 行政院國軍退除役官兵輔導委員會主任委員
- 國軍退除役官兵輔導委員會主任委員[5]

## 家庭
董翔龍家中共有四位兄弟姊妹，父親原為河南省舞陽縣人，擔任醫生，於1949年來到臺灣，後定居於嘉義市，從醫兼務農；胞弟董翔祥為臺灣宗教界人士，現任佛光會高雄中鋼分會會長。
董翔龍兒子董紫儀為臺灣藝文界人士，現任「膛口表演劇團」團長、空軍軍官學校及國立臺北科技大學兼任講師，畢業於英國艾希特大學藝術系碩士、國立中山大學外文系92級。

## 論文
- Park, Young-chul; P. Scheuermann; Hsiang-lung Tung. (1995). A Distributed Deadlock Detection and Resolution Algorithm Based on A Hybrid Wait-for Graph and Probe Generation Scheme. Conference: CIKM '95, Proceedings of the 1995 International Conference on Information and Knowledge Management, November 28 - December 2, 1995, Baltimore, Maryland, USA.
- Scheuermann, P.; Hsiang-Lung Tung. (1993). A recovery scheme for multidatabase systems. Conference on Information and Knowledge Management: Proceedings of the second international conference on Information and knowledge management; 01-05 Nov. 1993, 1993, p.665-673.
- Scheuermann, P.; Hsiang-lung Tung. (1992). A deadlock checkpointing scheme for multidatabase systems. Research Issues on Data Engineering International Workshop (RIDE '92, 1992, p.184-191).
- Tung, Hsiang-lung. (1992). Deadlock detection and resolution in distributed database systems and multidatabase systems. Doctoral dissertation, Department of Electrical Engineering and Computer Science, McCormick School of Engineering, Northwestern University.

## 荣誉

### 中华民国勋章奖章
- 三等云麾勋章（2011年5月16日于台北总统府颁授[8]）

## 紀錄
- 首位海軍出身的行政院退輔會主委。
- 首位具有美國博士學位學歷的軍種（總）司令。
- 首位成功級巡防艦艦長出身的海軍（總）司令。
- 繼葉昌桐、莊銘耀與伍世文後，第四位未按照慣例曾擔任過海軍艦隊司令部司令的海軍（總）司令。

## 軼聞
- 與前海軍司令陳永康上將、前總統府侍衛長申伯之中將並稱為「海官63年班三傑」。
- 原在基層時為前國防大學校長費鴻波上將一路提攜的愛將，而自從接任海軍總部計畫署署長後，更進而受到前國防部長李傑賞識、信任與連番拔擢，成為民進黨時代李傑派系重要成員之一。
- 前海軍副司令劉俊英中將、參謀總長李喜明上將、國防部副部長蒲澤春上將、海軍副司令高天忠中將及現任海委會海巡署長周美伍中將、海軍官校校長陳道興少將、海軍司令部戰系處長陳道輝少將等七人皆是其在海軍司令任內所提拔的愛將。

## 外部連結
| 军职             | 军职                                                                        | 军职          |
| ---------------- | --------------------------------------------------------------------------- | ------------- |
| 中華民國國防部   |                                                                             |               |
| 前任： 盧林賜    | 軍備局局長 第四任 2005年10月1日－2006年4月1日                               | 繼任： 吳偉榮 |
| 前任： 金乃傑    | 聯勤司令 第六任 2008年11月1日－2011年5月16日                                | 繼任： 吳有明 |
| 前任： 高廣圻    | 海軍司令 第四任 2011年5月16日－2013年8月1日                                 | 繼任： 陳永康 |
| 中華民國政府職務 |                                                                             |               |
| 行政院           |                                                                             |               |
| 前任： 曾金陵    | 行政院國軍退除役官兵輔導委員會主任委員 第十四任 2013年8月1日－2013年11月1日 | 末任          |
| 首任             | 國軍退除役官兵輔導委員會主任委員 第一任 2013年11月1日－2016年5月20日        | 繼任： 李翔宙 |